# La Felguera
La Felguera és la parròquia més gran del concejo asturià de Llangréu i la major localitat asturiana després de Gijón, Oviedo, Avilés i Mieres.
La població s'emplaça en la Vall del Nalón, en les Conques Mineres asturianes, a 20 km de la capital del Principat.
La Felguera era un nucli basicamente rural quan va arribar l'expansió provocada per la mineria i més encara quan es va fundar la Fàbrica de La Felguera (avui Duro-felguera) en la dècada de 1850, arribant a ser el centre siderúrgic més important d'Espanya. Després de la depressió industrial i econòmica que va afectar Astúries al segle xx, les Conques Mineres van entrar en un procés de declivi i depressió. Avui dia el lloc que van ocupar les ho ocupa el centre de noves empreses Valnalón i el Museu de la Siderurgia, inaugurat en 2006, recuperant-se de la crisi, alhora que es rescata el patrimoni arqueològic industrial de la zona i cobra gran importància el creixement de les habitatges. Luagres interessants són el Mercat Cobert, l'Església de San Pedro, els habitatges de les Carrer Conde Sizzo, el Xalet d'Enginyers, les antigues instal·lacions de la Fábriza, l'Antic Edifici de la Salle, el Pou Candín, el Barri Urquijo o el conjunt artístic del Parc Dolores F.Duro.